# Gäsene härad
Gäsene härad var ett härad i mitten av Västergötland, det nordligaste av sju i Sjuhäradsbygden, inom nuvarande Herrljunga kommun, Vårgårda kommun och Falköpings kommun. Häradets areal var 574,74 kvadratkilometer varav 553,43 land.  Gäsene härad hade sitt tingsställe i Ljung i Grude socken från 1644 fram till och med 1753 då det flyttades till Mörlunda i Hovs socken. Från 1763 till 1776 fanns ett tingsställe i Eklanda i Siene socken i Kullings härad för Gäsene nedre tingslag och Väby i Hällstads socken i Ås härad för Gäsene övre tingslag. Från 1776 var Ljung tingsställe för det åter sammanslagna tingslaget. Där var det kvar till 1948 varefter det flyttades till Borås.

## Namnet
Häradsnamnet skrevs på 1200-talet Giæsini. Det innehåller "gås" (vildgås) och -vin som står för "betesmark".

## Socknar
I häradet ingår följande socknar:
| - I nuvarande Herrljunga kommun - Alboga - Broddarp - Eriksberg - Grude - Hov - Hudene - Jällby - Källunga - Mjäldrunga - Molla - Norra Säm - Od - Skölvene - Södra Björke - Vesene - Öra | - I nuvarande Vårgårda kommun - Asklanda - Kvinnestad - Ljur - Nårunga - Ornunga - I nuvarande Falköpings kommun - Hällestad |

## Geografi
Trakten innehåller både slätter med jordbruksmark och skogsområden och utgjorde en del av Sjuhäradsbygden. De södra skogsområdena är höglänta och sluttar mot den södra delen av Västgötaslätten i norr.
Den viktigaste tätorten är Ljung, som förutom att tidigare ha varit tingsort även har järnvägsstation på Älvsborgsbanan. Strax österut ligger Annelund, som nästan är sammanvuxet med Ljung.
Sätesgårdar var Sällerhögs säteri (Asklanda socken), Krabbelunds säteri (Hällestad), Brandstorps herrgård (Hällestad), Långås säteri (Hällestad), Hallanda säteri (Broddarp), Ladås säteri (Eriksberg), Ollestads kungsgård (Hov), och Stommens säteri (Hov), Sämsholms säteri (Norra Säm), Mollungens herrgård (Od) och Ingelstorps säteri (Öra).
Förutom vid häradets tingsställe Ljung i Grude socken fanns det gästgiverier i Mörlanda (Hov), Hägna (Od) och Häljarp (Skölvene).

## Län, fögderier, domsagor, tingslag och tingsrätter
Häradet hörde mellan 1634 och 1998 till Älvsborgs län, därefter till Västra Götalands län. Dock överfördes Hällestads socken 1952 till Skaraborgs län. Församlingarna tillhörde Skara stift. 
Häradets socknar hörde till följande fögderier:
- 1686-1917 Kullings fögderi
- 1918-1966 Borås fögderi till 1952 för Nårunga, Ljurs, Kvinnestads, Asklanda och Ornunga socknar och till 1946 för Mjäldrunga, Broddarps, Öra, Alboga, Ods, Molla och Eriksbergs socknar
- 1946-1966 Ulricehamns fögderi för Mjäldrunga, Broddarps, Öra, Alboga, Ods, Molla och Eriksbergs socknar
- 1952-1990 Alingsås fögderi från 1967 för socknarna i Herrljunga kommun, dock från 1967 för Mjäldrunga, Broddarps, Öra, Alboga, Ods, Molla och Eriksbergs socknar
- 1952-1990 Falköpings fögderi för Hällestads socken

Häradets socknar tillhörde följande domsagor, tingslag och tingsrätter:
- 1680-1947 Gäsene tingslag (1763-1775 uppdelat i Gäsene nedre tingslag och Gäsene övre tingslag) i
  - 1680-1695 Kullings, Gäsene, Vättle och Ale häraders domsaga
  - 1696-1848 Ås, Gäsene och Kullings häraders domsaga
  - 1849-1919 Ås och Gäsene häraders domsaga
  - 1920-1947 Borås domsaga (Bollebygds, Vedens, Gäsene och Ås härader)
- 1948-1970 Borås domsagas tingslag i Borås domsaga (bara till 1952 för socknarna i Falköpings och Vårgårda kommun)
- 1952-1970 Vättle, Ale och Kullings tingslag i Ale, Kullings och Vättle domsaga för Nårunga, Ljur och Kvinnestad
- 1952-1970 Skarabygdens domsagas tingslag i Skarabygdens domsaga för Hällestads socken

- 1971- Alingsås tingsrätt och dess domsaga

För Hällestads socken gällde 
- 1971-2001 Falköpings tingsrätt och dess domsaga
- 2001-2009 Skövde tingsrätt och dess domsaga
- 2009- Skaraborgs tingsrätt och dess domsaga